# Södermanlands runinskrifter 242
Sö 242 är en runsten i byn Stav i Västerhaninge socken, Haninge kommun och Sotholms härad på Södertörn. Stenen hittades 1885 i samband med upplöjning av Svartängen cirka 120 meter öster om nuvarande plats. Den låg då intill en cirka 2,4 meter bred och 360 meter lång stenkista som sannolikt ingått i en vägbank. Stenen flyttades till närmaste gårdstomt och restes framför ett boningshuset och där står den fortfarande. Runorna är infogade i en bandslinga som förenas i ett kors och motivet kallas korsbandssten. Stenen är 194 cm hög och 86-106 cm bred.

## Inskriften
Translitterering av runraden:
+ auþa + raisti + stain : at : haralt · buata · sin : auk · fastlauk · at + faþur sin
Normalisering till runsvenska:
Auða ræisti stæin at Harald, boanda sinn, ok Fastlaug at faður sinn.
Översättning till nusvenska:
Öda reste stenen efter Harald, sin make, och Fastlög efter sin fader.